# Doronicum altaicum
Doronicum altaicum là một loài thực vật có hoa trong họ Cúc. Loài này được Pall. mô tả khoa học đầu tiên năm 1779.